# Nadczynność tarczycy
Nadczynność tarczycy, hipertyreoza (łac. hyperthyreosis lub hyperthyreoidismus) – stan chorobowy będący wynikiem nadmiernej produkcji hormonów tarczycy. Rzadziej nadczynność tarczycy powstaje na skutek leczenia nadmiernymi dawkami hormonów tarczycy, zaburzeń w ich obwodowym metabolizmie lub upośledzonej czynności wiążących je receptorów.

## Rodzaje nadczynności tarczycy

### Choroba Gravesa-Basedowa
Choroba z grupy chorób autoimmunologicznych. Organizm zaczyna produkować immunoglobuliny klasy IgG, które – naśladując fizjologiczne działanie hormonu tyreotropowego przysadki (TSH) – pobudzają tarczycę do produkcji hormonów tarczycy – tyroksyny i trójjodotyroniny. Obecność wymienionych przeciwciał i nadmiar hormonów tarczycy we krwi powoduje wystąpienie objawów klinicznych. Cechami charakterystycznymi towarzyszącymi chorobie jest obecność wola miąższowego i zmiany oczne tzw. orbitopatia tarczycowa (oftalmopatia). Choroba Gravesa-Basedowa jest najczęstszą postacią nadczynności tarczycy występującą u dzieci.

### Woleguzkowe toksyczne (choroba Plummera)
Spowodowane są powstaniem w miąższu tarczycy guzka lub guzków, które produkują hormony tarczycy, jednakże są autonomiczne, czyli nie podlegają fizjologicznej kontroli sprzężenia zwrotnego zależnego od TSH. Guzki prawie zawsze są łagodne, jednakże w wyniku długotrwałego przebiegu mogą ulec przemianie złośliwej. Nigdy nie występują zmiany oczne pod postacią oftalmopatii.

### Inne rzadkie przyczyny
- nadczynność w przebiegu wola Hashimoto
- guzy przysadki mózgowej wydzielające TSH
- guzy trofoblastu
- spożywanie nadmiernych ilości jodu (Jod-Basedow)
- zażywanie nadmiernych dawek hormonów tarczycy (Thyreotoxicosis factitia)
- tyreotoksykoza ciężarnych – obniżenie stężenia TSH przez hCG, będące jego częściowym agonistą, wiążące się z podwyższeniem poziomu hormonów tarczycowych, występujące w ciąży; zwykle przejściowe – od poziomu ponad kilkunastu procent ciąż w 1. trymestrze, przez kilka procent w drugim, po ok. 1% w trzecim trymestrze; częstsza u Azjatek niż Europejek; jest uznawana za odrębną jednostkę od nadczynności[3].

## Objawy chorobowe
Są różnorakie i mogą przyjmować poniższą postać jako izolowany objaw, bądź grupa objawów:
- wzmożona pobudliwość nerwowa (nadpobudliwość)
- zwiększona potliwość
- nietolerancja gorąca
- kołatania serca i tachykardia[4]
- duszność
- uczucie osłabienia (często uczucie zmęczenia podczas chodzenia po schodach)
- ogólna niechęć do wysiłków fizycznych i intelektualnych
- utrata masy ciała
- paradoksalne w stosunku do spadku masy ciała zwiększenie apetytu
- drżenie rąk
- wytrzeszcz oczu
- ciepła i wilgotna skóra
- nieregularne miesiączkowanie
- bezsenność
- zahamowanie wzrostu
- powiększenie tarczycy (wole)
- u dzieci – przyspieszenie wzrostu

## Diagnostyka
- badanie palpacyjne tarczycy
- zwiększenie poziomu fT3 i fT4
- poziom TSH
- przeciwciała anty-TSHR, anty-TPO i anty-Tg
- USG tarczycy
- scyntygrafia tarczycy

## Leczenie
Ma na celu doprowadzenie, a następnie utrzymania prawidłowych wartości hormonów tarczycy (eutyreozy).
W zależności od sytuacji, ale również w przypadku niepowodzenia danej metody, można stosować:
- tyreostatyki, początkowo stosowane w dużych dawkach, następnie w dawkach podtrzymujących
  - tiamazol, karbimazol, metimazol
  - propylotiouracyl, metylotiouracyl, benzylotiouracyl
- leczenie jodem radioaktywnym  (izotop 131I)
- leczenie chirurgiczne: częściowe usunięcie tarczycy (subtotalna tyreidektomia)
- leczenie wspomagające celem opanowania objawów ze strony układu krążenia:
  - beta-blokery najczęściej propranolol

## Klasyfikacja ICD10
| kod ICD10     | nazwa choroby                                                   |
| ------------- | --------------------------------------------------------------- |
| ICD-10: E05   | Nadczynność tarczycy (tyreotoksykoza)                           |
| ICD-10: E05.0 | Tyreotoksykoza z wolem rozlanym                                 |
| ICD-10: E05.1 | Tyreotoksykoza z pojedynczym toksycznym guzkiem                 |
| ICD-10: E05.2 | Tyreotoksykoza z wolem toksycznym wieloguzkowym                 |
| ICD-10: E05.3 | Tyreotoksykoza spowodowana przez ektopowe guzki tkanki tarczycy |
| ICD-10: E05.4 | Tyreotoksykoza wywołana sztucznie                               |
| ICD-10: E05.5 | Przełom tarczycowy                                              |
| ICD-10: E05.8 | Inne tyreotoksykozy                                             |
| ICD-10: E05.9 | Tyreotoksykoza, nieokreślona                                    |
| ICD-10: H06.2 | Wytrzeszcz w zaburzeniach czynności tarczycy                    |